# Banksiamyces
Banksiamyces é um gênero de fungos da ordem Helotiales, com uma colocação provisória na família Helotiaceae [en]. O gênero inclui quatro espécies que crescem nos folículos de sementes de infrutescências mortas ou "cones" de várias espécies de Banksia, um gênero de plantas da família Proteaceae, endêmico da Austrália. Os corpos de frutificação do fungo aparecem como pequenos cálices escuros (geralmente com menos de 10 mm de diâmetro) nos folículos do fruto de Banksia. As bordas dos corpos de frutificação secos dobram-se para dentro, parecendo fendas estreitas. Os primeiros espécimes de Banksiamyces, então conhecidos como Tympanis toomansis, foram descritos em 1887. Espécimes continuaram a ser coletados esporadicamente por quase 100 anos até serem examinados mais criticamente no início dos anos 1980, resultando na criação de um novo gênero para conter o que foi identificado como três espécies distintas: B. katerinae, B. macrocarpus e B. toomansis. Uma quarta espécie, B. maccannii, foi adicionada em 1984.

## Taxonomia
Em 1887, os micologistas ingleses Miles Joseph Berkeley e Christopher Edmund Broome descreveram uma espécie de fungo chamada Tympanis toomansis, coletada em infrutescências mortas ("cones") de Banksia nas margens do rio Tooma [en], no sul de Nova Gales do Sul, Austrália. Sua colocação genérica foi baseada em sua semelhança com Tympanis, um gênero da família Helotiaceae do filo Ascomycota.

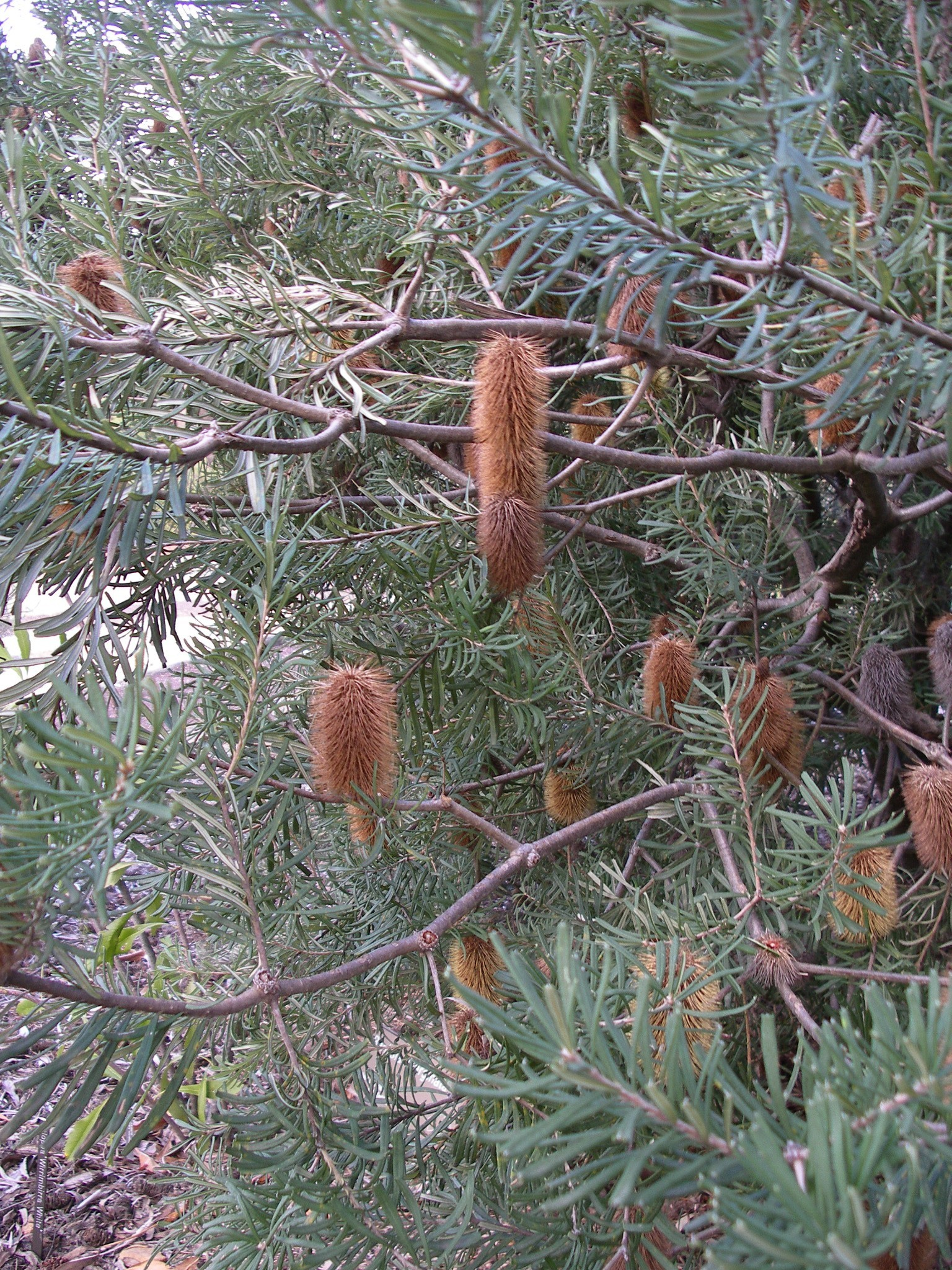
Banksia marginata, a espécie arbustiva da qual os primeiros espécimes de Banksiamyces foram coletados.

Coletas adicionais, ainda consideradas T. toomansis, foram realizadas na Austrália Meridional em 1952, novamente em cones mortos de Banksia não especificada, e em 1956, em cones mortos de Banksia marginata. Em 1957 e 1958, R. W. G. Dennis redescobriu a espécie e, após consulta com o micologista canadense James Walton Groves [en], que havia publicado anteriormente uma monografia sobre o gênero Tympanis, transferiu o táxon para o gênero Encoelia [en] (família Sclerotiniaceae). As espécies de Encoelia são pequenos discomicetos marrons e resistentes, que geralmente crescem em grupos em madeira dura ou substratos lenhosos. Como as coletas originais eram incompletas e certas características microscópicas foram descritas de forma inadequada, várias coletas feitas na Austrália foram presumidas como variações da coleta original de 1887.
Na década de 1980, a disponibilidade de espécimes frescos do fungo — coletados pelo micologista australiano Bruce A. Fuhrer [en] em cones de Banksia spinulosa — levou Gordon Beaton e Gretna Margaret Weste [en] a reexaminar as coletas anteriores. Foram encontradas diferenças aparentes e microscópicas que sugeriram a existência de três espécies distintas, e essas espécies diferiam o suficiente de outras espécies de Encoelia para justificar a criação de um novo gênero, que Beaton e Weste nomearam Banksiamyces. As três espécies de Banksiamyces descritas por eles em 1982 foram a original B. toomansis (inicialmente chamada T. toomansis), além de B. macrocarpus e B. katerinae. Uma quarta espécie, B. maccannii, foi adicionada ao gênero pelos mesmos autores em 1984. Um estudo de 2006 identificou dois táxons adicionais que não correspondiam exatamente às descrições das espécies publicadas anteriormente; esses foram chamados de Banksiamyces aff. macrocarpus e Banksiamyces aff. toomansis. Algumas espécies existentes foram encontradas em outras espécies de Banksia, fortalecendo a evidência de que os fungos de Banksiamyces não parasitam exclusivamente uma única espécie de Banksia, como sugerido por Beaton e Weste em 1982.
Banksiamyces é classificado em Helotiaceae, uma família de fungos amplamente distribuída, mas pouco conhecida, muitas de cujas espécies são saprófitas em tecidos herbáceos ou lenhosos. A colocação em Helotiaceae é provisória, e nenhuma análise molecular foi realizada para esclarecer as relações filogenéticas de Banksiamyces com outros táxons da ordem Helotiales. Com base na semelhança física, Wen-Ying Zhuang incluiu Banksiamyces sob Encoelia em seu estudo de 1998 sobre a subfamília Encoelioideae da família Helotiaceae. No entanto, ele admitiu não ter examinado nenhum espécime.

## Descrição
Os corpos de frutificação, ou apotécios, das espécies de Banksiamyces são receptáculos em forma de cálice sustentados por um estipe, de cor marrom-escura a preta com um centro cinza-escuro. Quando secos, os apotécios são cobertos por um pó esbranquiçado. As bordas do cálice podem se dobrar para dentro (especialmente quando secos), ou serem torcidas e um pouco achatadas. Tanto a camada externa de tecido (excipulum ectal) quanto o tecido do estipe são compostos por hifas com pigmentos marrons, que podem ter paredes variavelmente grossas ou finas, cobertas por pequenas partículas e de forma esférica a elipsoide. A camada intermediária de tecido (excipulum medular) do cálice e a camada interna de tecido do estipe contêm uma camada de tecido composta por hifas semelhantes ao excipulum ectal. Uma segunda camada de tecido é composta por hifas hialinas e gelatinosas; essa camada pode estar presente no excipulum medular, na medula, ou em ambos.
Os ascos são estruturas reprodutivas alongadas que contêm ascósporos, em grupos de oito. As espécies de Banksiamyces possuem ascos cilíndricos a claviformes, com um tampão em suas extremidades que absorve cor quando tingido com iodo. Os ascósporos podem ser dispostos em uma ou duas fileiras (unisseriados e bisseriados, respectivamente), ou, raramente, de forma irregular. Os ascósporos são elipsoides, translúcidos, com uma leve curvatura e podem ser afilados; a maioria contém duas gotas de óleo. Quando no asco, os ascósporos são cobertos por uma mucilagem translúcida altamente refrativa à luz. As paráfises são células hifais filamentosas presentes no tecido fértil portador de esporos, distribuídas entre os ascos. As extremidades livres das paráfises bifurcam-se e ramificam-se, combinando-se com as pontas dos ascos para formar uma camada de tecido translúcida a pigmentada de marrom.

## Espécies

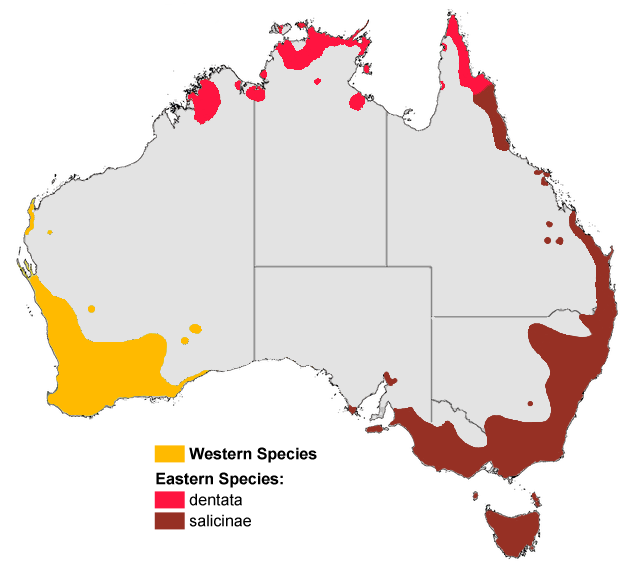
Distribuição das espécies de Banksia (o hospedeiro de Banksiamyces), agrupadas em espécies ocidentais, Banksia dentata e a série Salicinae.

B. katerinae foi nomeada em homenagem à esposa de G. Beaton, o autor principal do protólogo de 1982. Foi descoberta pela primeira vez em 1964, crescendo nos folículos de sementes de cones mortos de Banksia ornata na área de Mount Zero, na região dos Grampians, no noroeste de Victoria.
B. maccannii, descrita pela primeira vez em 1984, foi encontrada em cones mortos de Banksia saxicola [en]. O epíteto específico foi escolhido em homenagem a Ian McCann, por sua "descoberta da coleção-tipo e ... seus anos de trabalho ecológico, educacional e de conservação nos Grampians de Victoria". O fungo se distingue das outras espécies de Banksiamyces por seus ascos maiores, esporos maiores e pontas de paráfises afiladas. Além disso, a coleção-tipo foi encontrada frutificando em dezembro e janeiro, em comparação com inverno e outono para outras espécies de Banksiamyces.
B. macrocarpus cresce em cones mortos de Banksia spinulosa e foi coletado pela primeira vez perto de Tonimbuk, Victoria, em 1981. É a espécie-tipo de Banksiamyces.
B. toomansis [en] é a espécie originalmente descrita e ilustrada por Berkeley e Broome. A coleção-tipo foi encontrada em um cone de Banksia marginata nas margens do rio Tooma, em Nova Gales do Sul. Também foi recuperada de um cone de Banksia sphaerocarpa perto de Busselton [en], na Austrália Ocidental, B. nutans [en], B. pulchella [en], B. speciosa e B. occidentalis [en], todos de Mount Merivale, 20 km a leste de Esperance, B. baxteri cultivada no Jardim Botânico de Cranbourne, B. integrifolia das Montanhas Azuis e B. marginata da Ilha dos Cangurus. Sinônimos incluem Tympanis toomansis Berk. & Br. e Encoelia toomansis (Berk. & Br.). Seus ascósporos podem variar de forma elíptica a cilíndrica, com dimensões de 6–10 por 2,5–3 μm.